# Falzé
Falzé (Faldé in veneto trevigiano) è una frazione di Trevignano, in provincia di Treviso, nonché sede comunale dello stesso.

## Geografia fisica
Falzé si trova tra Trevignano e Signoressa, all'incrocio tra l'ex SP 69 "Schiavonesca" (vie IV Novembre-Mazzini-Cavour) e la SP 100 "di Montebelluna" (vie Montello-II Giugno).
Il territorio è praticamente pianeggiante, con altitudini che variano dai 70 ai 90 m andando da sud a nord. Non vi sono corsi d'acqua di rilievo, ma la zona è ricca di rii e fossati alimentati dalle opere di canalizzazione che si sono susseguite nel tempo (canale di Caerano, canale della Vittoria di Ponente).

## Storia
Sviluppatasi probabilmente dopo le invasioni barbariche, fu a lungo legata a Montebelluna e alla sua capopieve, a sua volta dipendente da Treviso. Costituì una regula citata nel 1231. Fu un paese piuttosto florido: l'economia era amministrata dall'aristocrazia terriera trevigiana, mentre la relativa distanza dalla strada Feltrina lo metteva al riparo da invasioni e saccheggi.
Con l'avvento della Serenissima fu ancora soggetta alla podesteria di Treviso (quartiere Campagna di Sopra).
Sotto Napoleone costituì un comune autonomo (Falzé di Campagna), ma nel 1810 fu unito con Trevignano, Musano e Signoressa per formare l'attuale istituzione. Nel 1901 l'amministrazione si trasferì proprio a Falzé, presso il nuovo municipio.
Durante la prima guerra mondiale dal 17 marzo 1918 vi nasce il XIX Gruppo che resta fino all'inizio del 1919.
Il 30 aprile 1945, alla vigilia della liberazione (che qui giungerà il 2 maggio), furono arrestate trenta persone per rappresaglia, poiché i partigiani avevano rapito quattro soldati tedeschi e due cavalli. L'eroico intervento del parroco di Trevignano, mons. Floriano Mazzarollo, permise di allungare i tempi; nel frattempo i soldati furono liberati e la strage evitata. A ricordo, sul luogo in cui doveva avvenire l'esecuzione, in via Cornarotta, fu costruito un capitello dedicato alla Madonna.

## Monumenti e luoghi d'interesse
- Chiesa di San Girolamo[4]

- Villa Manin, proprietà dei conti Manin, discendenti dal doge Ludovico (1726-1802), l'edificio è stato a lungo lasciato in totale abbandono dopo essere passato nella proprietà della curia patriarcale di Venezia. Una parte è stata acquistata dalla parrocchia, che vi ha realizzato il suo nuovo centro parrocchiale.[5]